# Asiatisk guldkatt
Asiatisk guldkatt (Catopuma temminckii) är en cirka 90 cm lång art i familjen kattdjur som lever i Sydöstasien. Efter nyare undersökningar antas att den inte är närmare släkt med den afrikanska guldkatten.
Artpitetet i det vetenskapliga namnet hedrar den holländska zoologen Coenraad Jacob Temminck.

## Kännetecken
Denna katt är ungefär dubbelt så stor som en tamkatt. Individerna når en kroppslängd (huvud och bål) av 71 till 105 cm och en svanslängd av 40 till 56 cm. De väger 9 till 16 kg. Den täta pälsen är oftast gyllenbrun men kan även vara grå, brun eller svart. I vissa områden har denna art mer eller mindre synliga fläckar på pälsen. I ansiktet finns svart-vita strimmor. Arten kännetecknas dessutom av avrundade öron. Hos de flesta exemplar är 1/3 del av svansens undersida vitaktig (vid spetsen).

## Utbredning
Utbredningsområdet sträcker sig från Sydöstasien till Himalayas låga delar och till södra Kina. Arten förekommer även på Sumatra. Hela beståndet är delat i flera från varandra skilda populationer. Habitatet utgörs främst av skogar. Beroende på region förekommer katten i tropiska regnskogar eller torra lövskogar. Ibland besöker asiatisk guldkatt gräsmarker, buskskogar eller andra områden med låg växtlighet. Arten vistas vanligen i låglandet och i kulliga områden. Den observerades vid minst ett tillfälle 3700 meter över havet.

## Levnadssätt
Den asiatiska guldkatten är skygg, lever utanför parningstiden ensam och är ofta aktiv på natten. Den har bra förmåga att klättra men vistas huvudsakligen på marken. Bland bytesdjuren kan nämnas harar, möss, unga hjortar och fåglar. Individernas revir är 30 till 50 km² stort och territoriet markeras med körtelvätska.
Honor i fångenskap var cirka 80 dagar dräktig och per kull föddes en eller två ungar. Ungarna blev efter 1,5 till 2 år könsmogna. Allmänt finns ingen fast parningstid. Några exemplar kan bli 20 år gamla.

## Asiatisk guldkatt och människan
På grund av skogsröjning blev denna katt sällsynt. I Kina pågår tjuvjakt för pälsens skull och benen används i den traditionella kinesiska medicinen.
I Thailand finns många historier om guldkatter. I några berättelser beskrivs den som djärv med förmåga att vinna över en tiger. Att förbränna hår från guldkatter ska hålla tigrarna borta. Den som har ett hår från guldkatten i fickan ska vara skyddad från angrepp av tigrar.